# Гдански залив
Гданският залив (на полски: Zatoka Gdańska; на кашубски: Gduńskô Hôwinga; на руски: Гданьская бухта, Гданьский залив; на немски: Danziger Bucht) е югоизточен залив на Балтийско море. Наречен е на прилежащия пристанищен град Гданск в Полша.
Средната му дълбочина е около 70 м, а максималната – 118 м. Широчината му при входа е 107 км, вдава се в сушата на 74 км.

## География
Западната част на Гданския залив е сформирана от плитките води на Пуцкия залив. Югоизточната част е Висленската лагуна, отделена от Висленската коса и свързана с откритото море от Балтийския проток.
Заливът е заобиколен от голяма извивка на бреговете на Гданска Померания в Полша (нос Розеве, полуостров Хел) и Калининградска област в Русия (Самбийски полуостров). На брега на залива има две дълги пясъчни коси, полуостров Хел и Висленската коса. Първият убославя Плуцкия залив, а вторият – Вислунската лагуна.
Максималната дълбочина е 118 метра и има соленост от 0,7‰.
Основните пристанища и крайбрежни градове са Гданск, Гдиня, Пуцк, Сопот, Хел, Калининград, Приморск и Балтийск. Основните реки на Гданския залив са Висла и Преголя.